# Bisdom Karwar
Het bisdom Karwar (Latijn: Dioecesis Karvarensis) is een rooms-katholiek bisdom met als zetel Karwar, in India. Het bisdom is suffragaan aan het aartsbisdom Bangalore. 

## Geschiedenis
Het bisdom werd opgericht op 24 januari 1976, uit delen van het bisdom Belgaum. 

## Parochies
Het bisdom had in 2021 een oppervlakte van 10.277 km2 en telde 1.568.530 inwoners waarvan 3,0% rooms-katholiek was.

## Bisschoppen
- William Leonard D’Mello (24 januari 1976 - 24 februari 2007)
- Derek Fernandes (24 februari 2007 - 1 mei 2019; apostolisch administrator: 19 juni 2019 - 9 april 2024)
- Duming Dias (13 januari 2024 - heden)

Bangalore (aartsbisdom) · Belgaum · Bellary · Chikmagalur · Gulbarga · Karwar · Mangalore · Mysore · Shimoga · Udupi